# Arnulf Quadt
Arnulf Quadt (* 1969 in Troisdorf)  ist ein deutscher Teilchenphysiker und Mitentdecker des Higgs-Bosons.

## Leben
Quadt besuchte von 1980 bis 1989 das Gymnasium Zum Altenforst in Troisdorf. Die Schulausbildung schloss er mit dem Abitur ab. Er studierte von 1990 bis 1993 Physik und Mathematik an der Universität Bonn. Von 1993 bis 1996 studierte er an der University of Oxford, an der er 1996 promovierte. 1999 wechselte er nach Genf an das CERN und 2001 als Assistenz-Professor an die Universität Bonn. Seit Oktober 2006 ist Quadt ordentlicher Professor an der Georg-August-Universität Göttingen.
Er ist Sprecher der deutschen CERN Atlas Experiment Pixeldetektor Gruppen und Direktor des II. Physikalischen Instituts der Georg-August-Universität Göttingen. Seine Forschungsgruppe beschäftigt sich insbesondere mit der Entwicklung von Pixeldetektoren, der Physik des Top-Quarks und des Higgs-Bosons für die ATLAS-Kollaboration am CERN in Genf.

## Auszeichnungen
- 2001 Young Physicists Prize der European Physical Society (EPS)
- 2006 Heisenberg fellowship
- 2007 Förderpreis des Stiftungsrates der Georg-August-Universität Göttingen in „Wissenschaft und Öffentlichkeit“[1]